# Automotrice FS ALn 668.1000
Le automotrici FS ALn 668.1000, note anche come ALn 668 serie 1000, fanno parte della terza generazione del gruppo ALn 668, costituita in ordine cronologico dalle serie 1900, 1000, 1200, 3000, 3100 e 3300.
Benché le ALn 668.1000 siano del tutto analoghe alle 1900, di cui costituiscono la continuazione, fu necessario immatricolarle in una nuova serie perché la prosecuzione dei numeri di matricola avrebbe sconfinato nel campo da 2000 in avanti, assegnato convenzionalmente al materiale motore di costruzione Breda.

## Costruzione

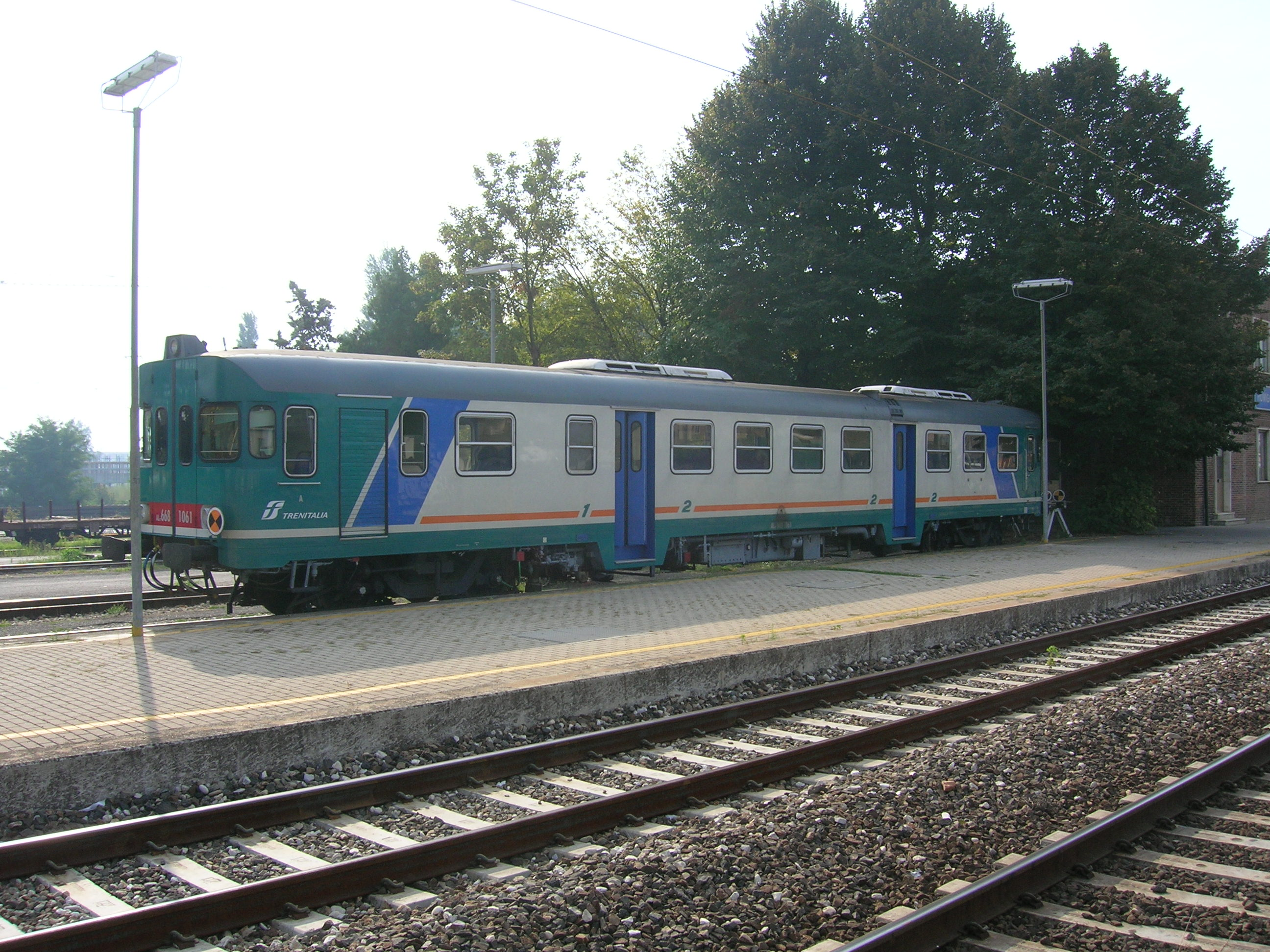
La ALn 668.1061 in sosta su un binario tronco.

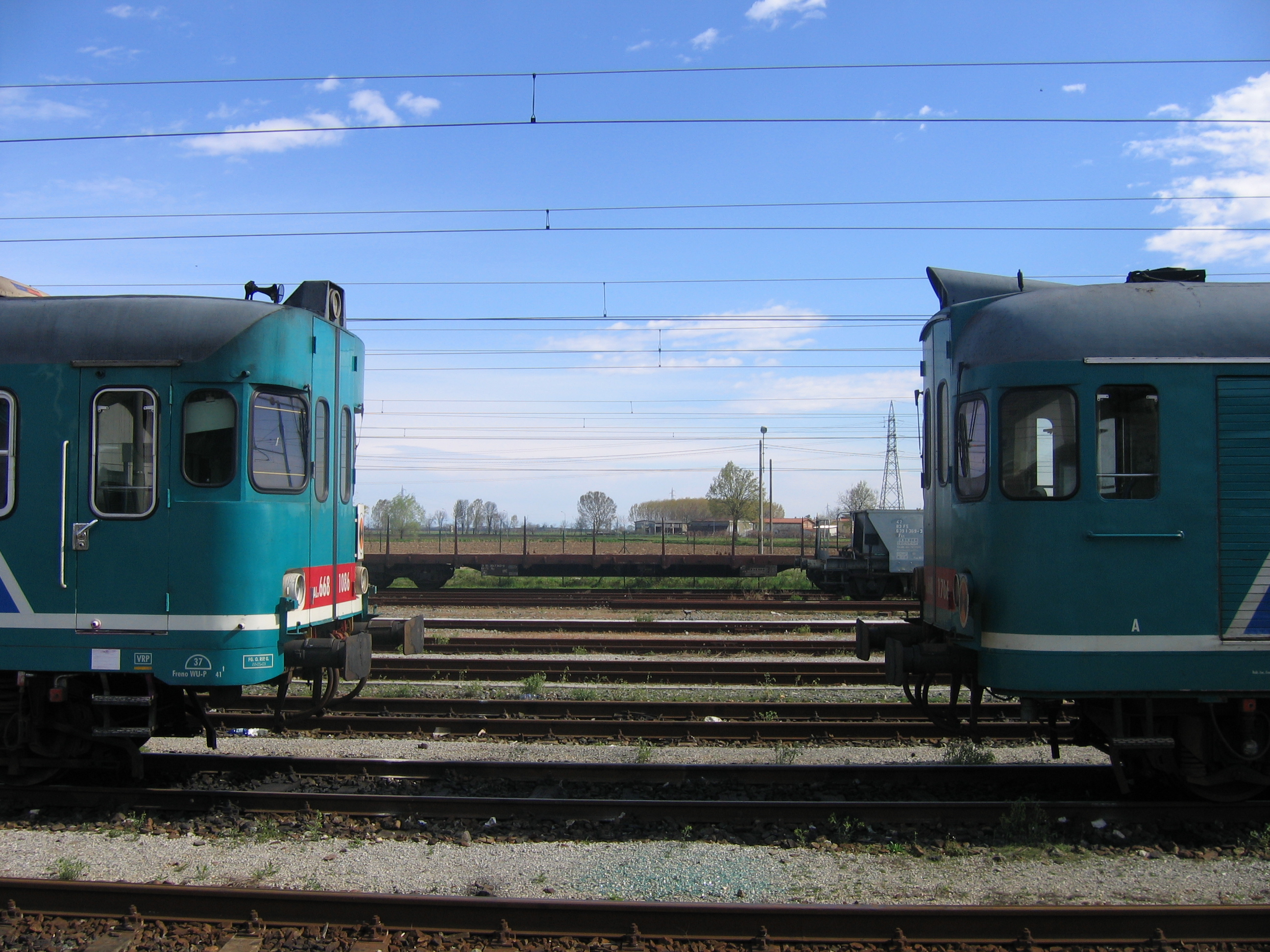
Una ALn 668 serie 1000 (a sinistra) e una serie 1700 (a destra). La 1000 è di produzione Fiat Ferroviaria, la destra è di Breda. Si notino le differenze sull'imperiale, sulla fanaleria e sui cristalli.

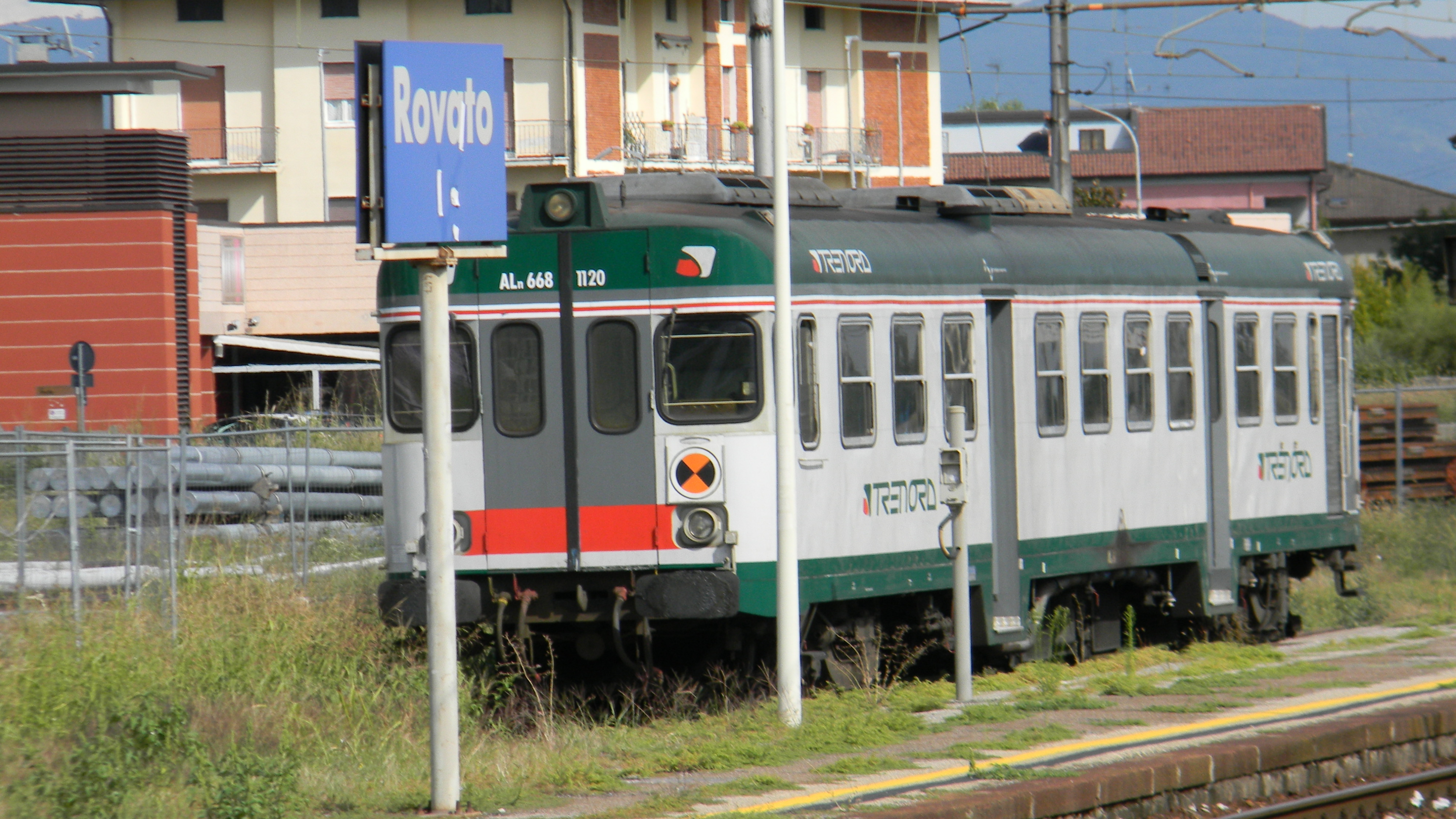
La ALn 668.1120 in livrea Trenord ferma alla stazione di Rovato nell'agosto 2013.

Le ALn 668.1000 furono ordinate in un primo lotto di 100 esemplari nel maggio 1975 a cui aggiunse un secondo lotto di 20 unità con un ordine integrativo emesso l'11 novembre 1976.
La costruzione delle fu ripartita tra la FIAT Ferroviaria Savigliano e le Officine Meccaniche Calabresi (Omeca) nel seguente modo:
- ALn 668.1001-1037, consegnate da FIAT Ferroviaria Savigliano tra il 1976 e il 1977;
- ALn 668.1038-1057, consegnate da Omeca tra il 1976 e il 1977;
- ALn 668.1058-1120, consegnate da FIAT Ferroviaria Savigliano tra il 1977 e il 1979.

Pur trattandosi di macchine del tutto analoghe alla serie 1900, fu necessario adottare in nuovo identificativo di serie perché la prosecuzione della numerazione avrebbe interferito con la serie 2000, assegnata convenzionalmente al materiale motore di costruzione Breda.

## Caratteristiche
Praticamente identiche alla serie 1900, le ALn 668.1000 hanno una capacità di 68 posti a sedere, di cui 12 di prima classe, e sono mosse da due motori Diesel con potenza di taratura di 147 kW ciascuno (elevata successivamente a 170 kW), che permettono una velocità massima di 130 km/h e un'autonomia di circa 600 km.
Le automotrici ALn 668.1000 possono essere pilotate dalle rimorchiate Ln 664.1400 e sono atte al comando multiplo in doppia trazione.

### Differenze dalla serie 1900
Le ALn 668.1000 sono una riedizione delle ALn 668 della serie 1900 con differenze minime: 
- mancanza del casellario postale dietro la poltroncina dell'aiuto macchinista;
- spostamento di un aerotermo dalla seconda alla prima classe;
- presenza delle foderine bianche sui poggiatesta dei sedili di prima classe;
- sostituzione del rubinetto del freno Westinghouse con il tipo Oerlikon FV 4.

## Modifiche e sperimentazioni

### Potenziamento dei motori
La potenza di taratura dei motori fu inizialmente fissata a 147 kW come per la serie 1900, ma dopo i risultati positivi delle prove eseguite tra il 1980 e il 1981 sulle ALn 668.1000 e 3000 del deposito locomotive (DL) di Cuneo e sulle ALn 668.3100 del DL di Benevento, fu deciso di elevarla a 170 kW affidando l'intervento ai DL di assegnazione.

### VACMA
Con la ricostruzione della Limone-Breil-Ventimiglia, riaperta all'esercizio nel settembre 1979, le automotrici ALn 668 del DL di Cuneo iniziarono a percorrere la linea da Breil-sur-Roya a Nice Ville condotte da agenti SNCF.
Facendo seguito alle vigorose proteste dei macchinisti francesi che non trovarono sulle ALn 668 FS le apparecchiature di sicurezza necessarie per la marcia ad agente unico, di norma sulla rete francese, fu deciso di applicare su sei di esse, a cura del DL di Cuneo, il dispositivo vigilante francese VACMA, acronimo di Veille Automatique avec Contrôle du Mantien de l'Appui (Vigilanza Automatica con Controllo del Mantenimento dell'Appoggio), e il sistema di ripetizione dei segnali in macchina prescritti dalla regolamentazione SNCF.
Il materiale occorrente fu fornito dalla SNCF e montato sulle ALn 668.1112, 1115, 1117, 1118, 1119 e 1120 che furono contraddistinte con scritta rosa «VACMA R.S.» vicino alle porte delle cabine di guida.
La prima macchina così equipaggiata, la ALn 668.1120, effettuò con esito positivo la corsa di prova sulla ferrovia litoranea tra Ventimiglia e Nice Ville nel febbraio 1980, seguita in breve tempo, tra i mesi di marzo e luglio, dalle altre cinque automotrici, tanto che il DL di Cuneo ricevette diversi attestati di plauso dai tecnici francesi per aver permesso il sollecito ripristino del servizio internazionale diretto tra le stazioni di Torino Porta Nuova e Nice-Ville.

### Motore corazzato
In vista della produzione delle automotrici Y1 per le ferrovie svedesi, l'automotrice ALn 668.1076 del DL di Lecco fu equipaggiata nel 1977 con un propulsore "corazzato" con i comandi della distribuzione e della pompa d'iniezione realizzati con treni d'ingranaggi al posto delle cinghie dentate e ben protetti dalle infiltrazioni d'acqua o di neve all'interno di un carter chiuso, che venne sperimentato con successo per dodici mesi, totalizzando una percorrenza di 70.000 km.

## Esercizio

### Assegnazione ai depositi locomotive
All'atto della prima assegnazione, a partire dal 1976, le ALn 668.1000 furono inviate in gran numero ai depositi locomotive (DL) di Foggia e Lecco, rimpiazzando in quest'ultimo impianto le 1700 che furono progressivamente spostate entro lo stesso anno sulle linee di montagna del Trentino.
Eccettuata una breve assegnazione al DL di Benevento, il resto delle consegne fu scaglionato nei DL di Taranto, Cremona, Catanzaro, Reggio Calabria e Palermo.
Il DL di Cuneo ricevette la sua prima ALn 668 nell'estate 1978 per istruire il proprio personale in vista della riapertura della Cuneo-Ventimiglia nell'ottobre dell'anno successivo; in attesa della riattivazione, la dotazione di nove ALn 668.1000, completata nei mesi successivi con altre otto macchine trasferite dal DL di Lecco, fu impiegata per rimpiazzare parzialmente le ALn 772 sulle linee per Airasca e Bastia Mondovì.
L'elettrificazione delle linee Metaponto-Battipaglia, Bari-Lecce e della dorsale sicula e la concomitante necessità di rimpiazzare le ultime ALn 773 e ALn 873 del DL di Verona determinarono nel primo quinquennio degli anni novanta il trasferimento di una cinquantina di ALn 668.1000 dai DL di Reggio Calabria, Palermo e Foggia ai DL di Sulmona, Lecco e Verona.
Nel decennio successivo si registrano la totale perdita del parco automotrici del DL di Reggio Calabria nel 1997, e movimenti dovuti alla razionalizzazione dei depositi conseguente alla creazione delle direzioni regionali e alla sostituzione delle serie 1500 e 1700 al termine della carriera nei DL di Novara e Catania.
Nel 2010 le ALn 668.1000 del DL di Verona vengono trasferite in Calabria.
| DL                                                                    | marzo 1983 | luglio 1995 | luglio 2006 |
| --------------------------------------------------------------------- | ---------- | ----------- | ----------- |
| Cuneo                                                                 | 9          | –           | –           |
| Novara                                                                | –          | –           | 9           |
| Cremona                                                               | 5          | 1           | 1           |
| Lecco                                                                 | 21         | 25          | 34          |
| Verona                                                                | –          | 27          | 14          |
| Rimini                                                                | –          | 6           | –           |
| Sulmona                                                               | –          | 15          | 15          |
| Foggia                                                                | 37         | 20          | 16          |
| Taranto                                                               | 5          | –           | –           |
| Catanzaro                                                             | 14         | 8           | 28          |
| Reggio Calabria                                                       | 15         | 10          | –           |
| Palermo                                                               | 14         | 8           | –           |
| Catania                                                               | –          | –           | 2           |
| Totale                                                                | 120        | 120         | 119[a]      |
| a. ALn 668.1112 radiata dal parco. b. ALn 668.1010 radiata dal parco. |            |             |             |

### Principali servizi

#### Macchine del DL di Lecco
Le ALn 668.1000 del DL di Lecco furono immesse in servizio sulla linea per Como e sulla diramazione Molteno-Monza, nonché sulla Sondrio-Tirano che fu servita con unità appositamente distaccate a rotazione nella rimessa locomotive di Tirano fino alla elettrificazione a 3 kV in corrente continua nel maggio 1980.

Dalla fine degli anni ottanta le ALn 668.1000 del DL di Lecco iniziarono ad avvalersi del rinforzo di una rimorchiata Ln 664.1400 intercalata fra due automotrici.

#### Macchine dei DL di Foggia e Taranto
Le macchine dei DL di Foggia e Taranto presero servizio sulle linee:
- Bari-Taranto, di 115 km, fino all'elettrificazione dei primi di giugno del 1980;
- Taranto-Brindisi, di 70 km;
- Taranto-Metaponto-Potenza, di 150 km;
- Foggia-Potenza-Battipaglia, di 211 km;
- Foggia-Manfredonia Città, di 37 km;
- Barletta-Spinazzola, di 66 km;
- Ferrovia Spinazzola-Spinazzola Città, di 2 km, dove svolsero un servizio praticamente tranviario per un paio di anni, poiché con l'orario estivo del 1982 il servizio fu rilevato dagli autobus.

#### Macchine dei DL di Catanzaro e Reggio Calabria
Le ALn 668.1000 dei DL di Catanzaro e Reggio Calabria furono immesse in servizio sulle linee:
- Taranto-Sibari-Catanzaro Lido-Reggio Calabria, di 477 km, in vari spezzoni della stessa;
- Lamezia Terme-Catanzaro, di 47 km;
- Sibari-Cosenza, di 69 km.

#### Macchine del DL di Palermo
Le ALn 668.1000 del DL di Palermo furono immesse in servizio sulle relazioni dirette Palermo-Catania e Palermo-Siracusa, sulle linee Palermo-Agrigento, Palermo-Caltanissetta e, in misura minore, sulla Palermo-Trapani via Calatafimi e via Marsala.

#### Macchine del DL di Cuneo
Le ALn 668.1000 assegnate al DL di Cuneo a partire dall'estate 1978 in previsione della riapertura della Limone-Ventimiglia nell'ottobre dell'anno successivo, furono utilizzate nel frattempo per rimpiazzare parzialmente le ALn 772 sulle linee Cuneo-Saluzzo-Airasca e Cuneo-Mondovì-Bastia Mondovì.
Il 22 marzo 1979 fu affidato a due di esse, le ALn 668.1118 e 1119, il compito di condurre fino a Piena tecnici, autorità e giornalisti per ispezionare i lavori di ripristino quasi terminati, mentre il 6 ottobre 1979 la terna composta dalle ALn 668.1118, 1119 e 1120 condusse le autorità italiane da Cuneo a Breil-sur-Roya, da cui il treno inaugurale le avrebbe ricondotte a Cuneo con le personalità giunte da Ventimiglia e Nizza per i festeggiamenti ufficiali.
Il servizio commerciale viaggiatori, iniziato il 7 ottobre 1979, fu affidato quasi totalmente alle ALn 668.1000, sei delle quali, equipaggiate con le apparecchiature di sicurezza francesi VACMA-RS, assicurarono gli espressi internazionali Torino Porta Nuova-Nice Ville, in composizione fino a Breil-sur-Roya con la sezione italiana Torino Porta Nuova-Imperia Porto Maurizio, che nei fine settimana dell'alta stagione furono effettuati con convogli con composizioni comprendenti fino a sei automotrici sul tratto comune.
Le ALn 668.1000 che raggiungevano Nizza con una percorrenza giornaliera di 170 km in territorio francese, stabilirono al tempo una delle più lunghe penetrazioni internazionali con materiale leggero; per contro l'arredamento interno ben al di sotto degli standard richiesti da un lungo servizio internazionale fu fonte di continue lamentele da parte dei viaggiatori, che perdurarono fino alla loro sostituzione con le ALn 663.1100.

### Accantonamenti e radiazioni
Risulta radiata dal parco l'automotrice ALn 668.1112. Agli inizi degli anni 2010 è stata demolita nel DL di Catanzaro Lido la ALn 668.1010 a causa di un incendio.

## Modelli derivati per le ferrovie in concessione
Sulla base delle ALn 668.1000 FS furono realizzati piccoli lotti di automotrici per le seguenti ferrovie in concessione:
- 6 automotrici e 8 rimorchiate semipilota per la Ferrovia Suzzara-Ferrara (FSF), immatricolate ALn 668.013-017 nel 1978, Ln 880.031-035 nel 1978-1979, ALn 668.018 nel 1980 e Ln 880.036-038 nel 1980-1981[31][32][33];
- 6 automotrici per le linee Bologna-Budrio-Portomaggiore e Venezia Santa Lucia-Mestre-Adria della Società Veneta (SV), immatricolate ADn 605-610 nel 1978[31][34][35];
- 2 automotrici per la ferrovia Brescia-Edolo della Società Nazionale Ferrovie e Tramvie (SNFT), immatricolate ALn 668.121-122 nel 1979[31][36][37].

Le suddette automotrici e le relative rimorchiate impiegano cassa e carrelli della serie 1000 FS ma, in funzione delle caratteristiche e dei servizi richiesti sulle linee su cui devono operare, ne differiscono per velocità massima e potenza di taratura dei motori; in particolare questi ultimi sono stati richiesti dalla Società Veneta nella versione ad aspirazione naturale 8217.12.